# Evangelische Kirche (Zülz)

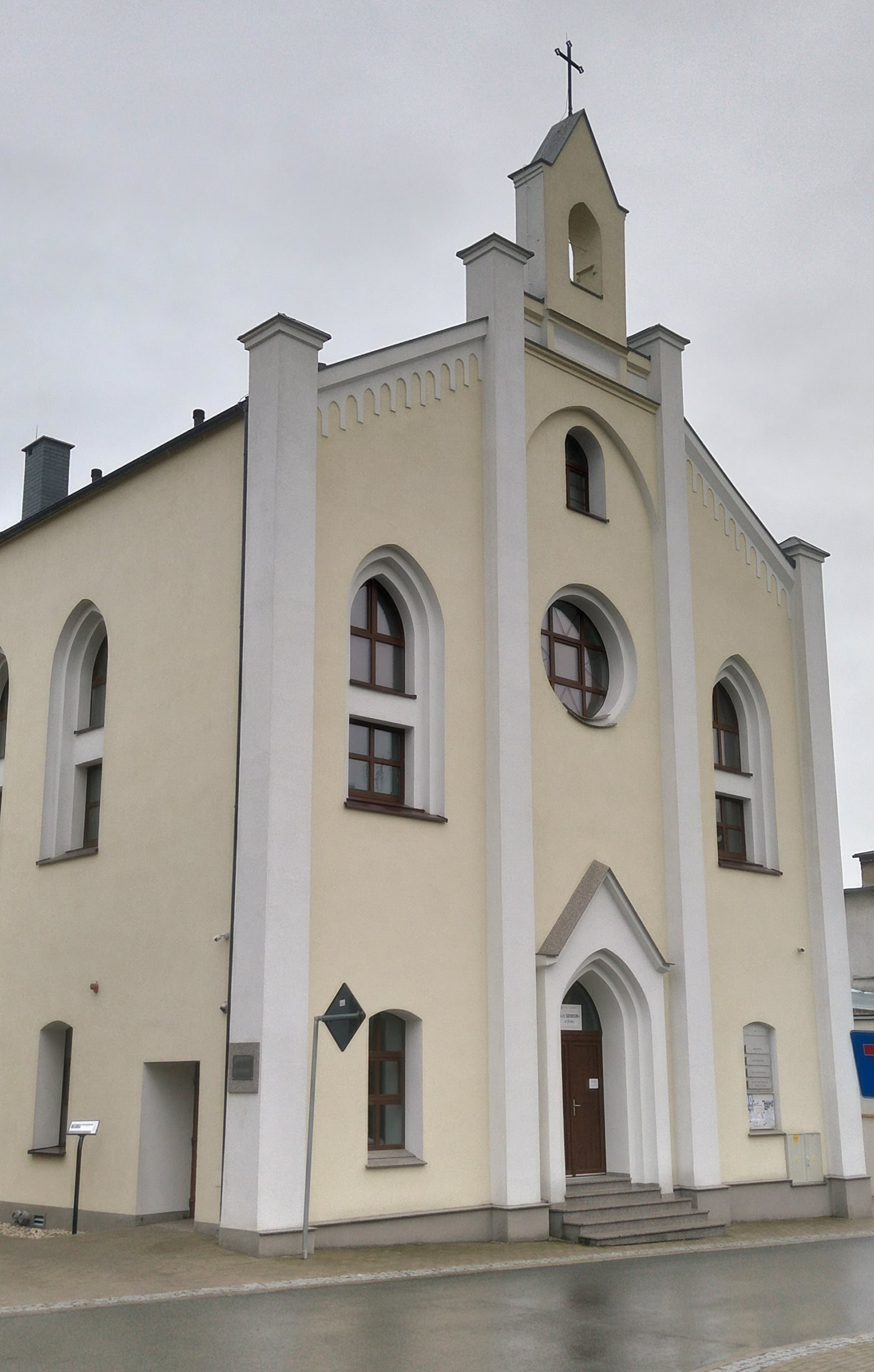
Die ehemalige evangelische Kirche

Die ehemalige evangelische Kirche von Zülz befindet sich Zülz (poln. Biała) in der Woiwodschaft Oppeln. Die Kirche liegt in der Altstadt an der ul. Kościuszki. Das Gotteshaus wurde im neogotischen Stil erbaut und besitzt keinen Kirchturm.

## Geschichte
1850 entstand eine evangelische Kirchengemeinde in Zülz, die zur altpreußischen Kirchenprovinz Schlesien gehörte. Der Grundstein für das Gotteshaus, für die 1850 entstandene evangelische Gemeinde von Zülz, wurde am 10. Juni 1872 gelegt. Die historistische Kirche wurde durch einen Kollektivfonds mit Unterstützung des Gustav-Adolph-Vereins gebaut.
Am 23. Oktober 1873 wurde das Gotteshaus eingeweiht und der erste Gottesdienst gefeiert. Den Gottesdienst hielt Pastor Grindel.
Mit der Vertreibung eines Teiles der deutschen Bevölkerung von Zülz im Jahr 1945 und den anschließenden Jahren verlor das Kirchengebäude seine Funktion als evangelische Kirche. Heute wird das Gebäude als Werkstatt einer Tischlergesellschaft genutzt.